# Idiotrella pachyonyx
Idiotrella pachyonyx är en insektsart som först beskrevs av Lucien Chopard 1930.  Idiotrella pachyonyx ingår i släktet Idiotrella och familjen syrsor. Inga underarter finns listade i Catalogue of Life.